# جانجینا
جانجینا (به لاتین: Janjina) یک منطقهٔ مسکونی در کرواسی است که در شهرستان دوبروونیک نرتوا واقع شده‌است. جانجینا ۵۹۳ نفر جمعیت دارد.